# Paradise (film, 2023)
Pour les articles homonymes, voir Paradise.
Pour plus de détails, voir Fiche technique et Distribution.
Paradise est un film allemand réalisé par Boris Kunz (de), sorti en 2023.
Le film a été diffusé à l'international sur Netflix le 27 juillet 2023.

## Synopsis
AEON (du grec αἰών, aiṓn « temps »), une entreprise de biotechnologie, permet de transférer du temps de vie entre personnes. Un système vicié s'est mis en place où les plus pauvres sont invités à vendre une partie de leur temps à vivre pour espérer une meilleure vie, et les personnes les plus riches en profitent. Dans ce contexte, Max, un employé d'AEON et son épouse Elena vont voir leurs vies changer.

## Distribution
- Kostja Ullmann (VF : Julien Allouf) : Max
- Corinna Kirchhoff (VF : Frédérique Tirmont) : Elena (âgée)
- Marlene Tanczik (de) (VF : Leslie Lipkins) : Elena (jeune)
- Iris Berben (VF : Josiane Pinson) : Sophie Theissen
- Lisa-Marie Koroll (de) (VF : Lisa Caruso) : Marie Theissen
- Numan Acar (VF : Matthieu Albertini) : Nowak